# Le avventure della notte di S. Silvestro
Le avventure della notte di S. Silvestro (Die Abenteuer der Silvester-Nacht) è un racconto gotico - fantastico di Ernst Theodor Amadeus Hoffmann inserito nella raccolta Racconti fantastici alla maniera di Callot (Fantasiestücke in Callots Manier), la cui prima edizione uscì presso i tipi di Kunz tra il 1814 e il 1815 in quattro volumi.
Ispirato a Hoffmann dal suo amore per Julia Marc e a un episodio realmente occorsogli nel 1812, il racconto mette in risalto la concezione simbolico-metaforica della letteratura maturata dall’autore soprattutto sulla base delle sue vaste conoscenze in materia di occultismo e di mistica, oltre che dello studio del filosofo-teosofo Gotthilf Heinrich von Schubert.
Il racconto presenta molti dei contenuti tipici della narrativa hoffmanniana: lo sdoppiamento di personalità, il confine sempre incerto tra reale e fantastico, la passione ossessiva, gli aspetti grotteschi e deformanti della vita quotidiana nascosti sotto l’apparenza della normalità.

## Struttura del racconto
Le avventure della notte di S. Silvestro si divide in sei brevi capitoli così intitolati: Prefazione del redattore, L’amata, Avventori in birreria, Apparizioni, La storia del riflesso perduto, Poscritto del viaggiatore entusiasta.
La Storia del riflesso perduto è stata pubblicata anche come racconto singolo.

## Trama
Il narratore, recatosi alla festa di Capodanno in casa del consigliere di giustizia, incontra Giulia, la bellissima donna di cui è follemente innamorato. Giulia gli chiede di bere da una coppa di cristallo uno strano liquore, che fa cadere il narratore in uno stato sospeso tra la veglia e il sogno; ma l’arrivo del bizzarro marito della donna lo fa tornare bruscamente alla realtà ed egli si precipita in una birreria dove incontra Peter Schlemihl, ovvero l’uomo senza ombra, e un secondo curioso personaggio, Erasmo Spikher, che invece ha perduto il proprio riflesso e teme più di ogni altra cosa gli specchi e le superfici lucide. La mattina seguente il narratore trova nella sua camera d’albergo un manoscritto di Erasmo che racconta la sua incredibile storia e che rivela chi è veramente Giulia.

## Edizioni italiane
- E.T.A. Hoffmann, Romanzi e racconti, volume I (Gli elisir del diavolo), introduzione e nota bio-bibliografica di Claudio Magris, traduzioni di Carlo Pinelli, Alberto Spaini, Giorgio Vigolo, Einaudi, Torino, 1969.
- E.T.A. Hoffmann, Il vaso d'oro. Pezzi di fantasia alla maniera di Callot, traduzione di Carlo Pinelli, Einaudi, Torino, 1995.